# Centro Habitacional Burócratas de Guadalupe
Centro Habitacional Burócratas de Guadalupe är en ort i Mexiko.   Den ligger i kommunen Juárez och delstaten Nuevo León, i den centrala delen av landet, 700 km norr om huvudstaden Mexico City. Centro Habitacional Burócratas de Guadalupe ligger 451 meter över havet och antalet invånare är 668.
Terrängen runt Centro Habitacional Burócratas de Guadalupe är varierad. Runt Centro Habitacional Burócratas de Guadalupe är det tätbefolkat, med 343 invånare per kvadratkilometer. Närmaste större samhälle är Monterrey, 17,1 km väster om Centro Habitacional Burócratas de Guadalupe. I omgivningarna runt Centro Habitacional Burócratas de Guadalupe växer i huvudsak blandskog.